# 广布弓背蚁
广布弓背蚁（学名：Camponotus herculeanus，英文俗名：Hercules ants）是弓背蚁属之下的一个物种。分布于欧亚大陆北部，从挪威到东西伯利亚和北美洲。该物种于 1758 年首次被林奈描述为Formica herculeana ，  1861 年被 Mayr 转移到弓背蚁属 。 

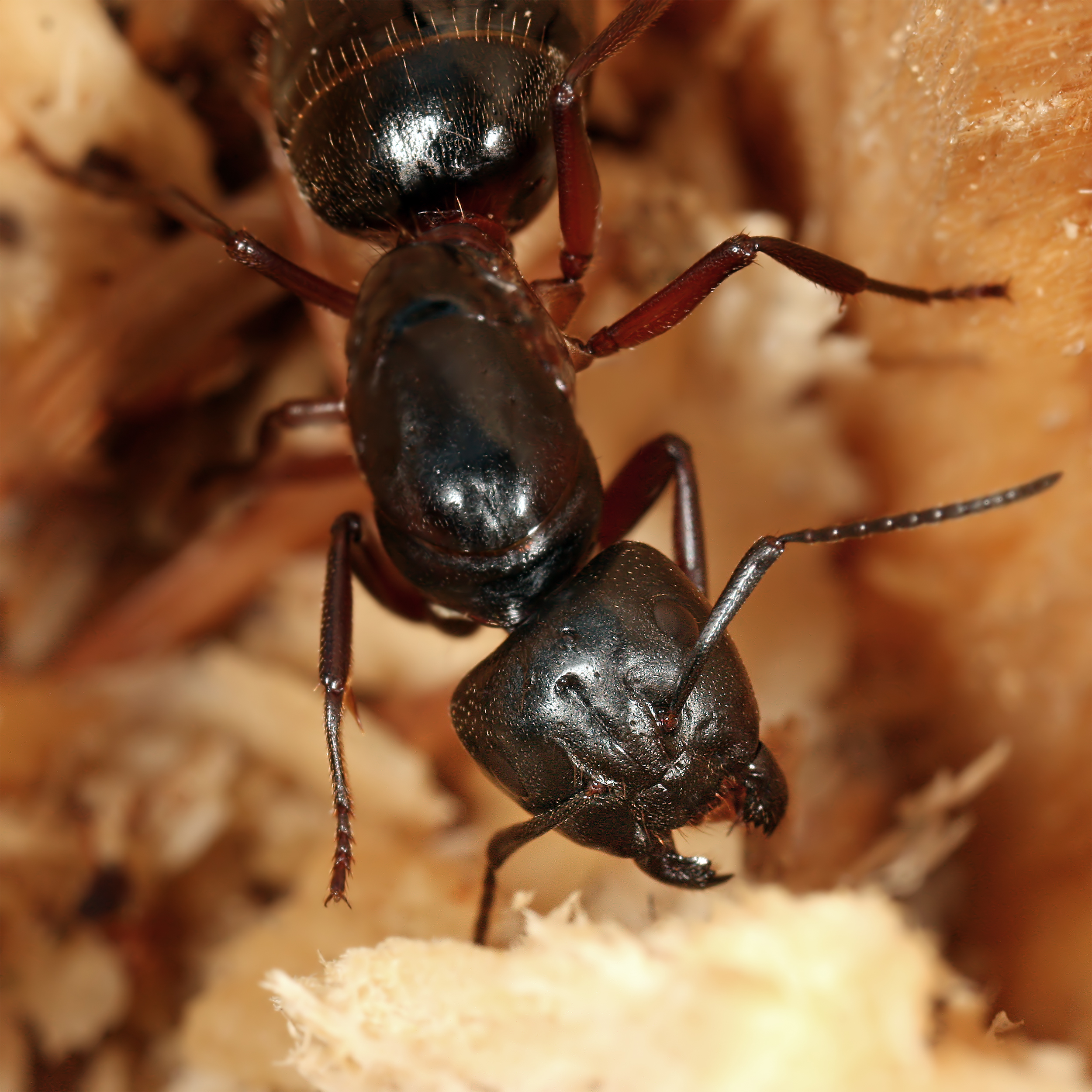
住在木头中的蚁后

## 外观描述

### 小型工蚁
和大型工蚁较相似，但头部为椭圆形的，眼睛无法到达头部两侧的最小直径约1/2，后缘弱凸起，柄节延伸近 1/2 长度超过头部后外侧角，绒毛、雕刻和颜色与大型工蚁相同。

### 大型工蚁
上颚有5颗锯齿；鞘骨前缘凹陷；头部后缘微弱凹陷；眼睛无法到达头部两侧约 1个最小直径；柄节达到或略微超过头部后外侧角；前足面之间成角，2个面长度几乎相等，气孔长圆形；叶柄轮廓狭窄，先端强烈凸起，从正面看尖锐。
直立和近直立的被毛沿鞘缘，沿额隆突，延伸至后缘，存在于中体背侧、叶柄和鞘的所有表面;被压迫的短柔毛稀疏，存在于头部、中体背侧和腹部背侧，很少有被毛与相邻的被毛重叠。
头皮质，有散在的穿孔，中体皮质，花纹细，横向条纹，大多数表面暗淡。
头部和胃通常为黑色，中体至少部分为棕色（通常为中核体、前足和叶柄呈红棕色，其余为黑色），腿部为红棕色。

### 蚁后
与大型工蚁类似，除了眼睛几乎到达头部两侧，后缘凸起，柄节延伸2-3个索节段越过头部的后外侧角。

## 分布地区
广布弓背蚁广泛分布于北半球，包括欧洲大部分地区、中亚和北亚、加拿大和美国。它在山区很常见，是北美山区和北部地区的主要蚂蚁种类。它栖息在各种各样的地方，包括各种类型的针叶林和硬木森林、空地、橡树灌木丛、受干扰地区、牧场和海滨草原。

### 中国的分布
该物种主要分布于中国的北方的地区，具体包括：辽宁、吉林、黑龙江、北京（霞云岭）、四川（武隆）、河南（开封、兰考、尉氏、杞县、通许、济源、民权、虞城、商丘）、宁夏（六盘山、贺兰山、罗山）、甘肃（渭源）、山西、新疆（乌鲁木齐、米泉）、青海、内蒙古、陕西、四川（川西北高山高原域）、湖北（神农架）、西藏（墨脱）、江苏、浙江。

## 生物学
广布弓背蚁的巢穴建在木材、活树或腐烂的树木、树桩、倒下的原木上，有时也建在建筑物的结构木材上。工蚁会用它们的下颚在木头中挖出一个个隧道和房间，它们喜欢潮湿的木头或被真菌腐烂的木材。在立木中，隧道有时延伸10米（30英尺）距地面约 100 米。 附属群落可能在附近发展，通过地下隧道与母巢穴相连，通常位于较温暖、较干燥的地方。这些巢穴里居住着较老的幼虫、蛹、有翅膀的生殖虫和工蚁，而卵和较年轻的幼虫则留在母巢中。 
该物种为单后制，巢穴仅允许一只蚁后的存在。
婚飞时间在春天。工蚁会在春季变得活跃起来，并在巢穴附近觅食。 它们会照料蚜虫和甜灰蝶（Glaucopsyche lygdamus）的幼虫，而甜灰蝶通常以羽扇豆（Lupinus bakeri）为食。 它们的食物包括吸食汁液的昆虫产生的蜜露，同时也会捡食各种昆虫来吃。
|     |     |     |     | X   | X   | X   |     |     |      |      |      |
| 1月 | 2月 | 3月 | 4月 | 5月 | 6月 | 7月 | 8月 | 9月 | 10月 | 11月 | 12月 |

### 寄生
蟋蟀Myrmecophilus pergandei有时会栖息在广布弓背蚁的群落中，且工蚁并不会攻击这种蟋蟀。 

### 广布弓背蚁蚁丘对青藏高原东缘高寒草地土壤线虫群落的影响
广布弓背蚁在祁连山东缘高寒草地上的分布非常广泛，蚁丘密度可达167个/公顷，高密度的分布可能对高寒草地生态系统产生重要的影响。
土壤线虫作为土壤动物中最具代表性的生物之一，可很好地指示土壤健康状况。通过线虫这一环境指示者反映出高寒草地土壤健康状况，从而为草地生态系统的管理提供参考依据。该研究样地位于天祝县抓喜秀龙乡的冬季牧场，将草地划分成勒四个样区（50m*50m），每样区随机设置五个重复。在每个样区选取长期稳定形成的蚁丘作为实验组，在距选定蚁丘1-2m的地方选取本底草地作为对照组，进行配对取样。根据线虫在土壤中的分布深度，取样深度为 0-15cm（实验组取样时，将高出地面的蚁丘覆盖物移除）。主要结果如下：
1. 蚂蚁筑丘活动显著改变了土壤理化性质。蚁丘下土壤（以下简称蚁丘组）的含水量（SM）、容重（BD）、有机碳（SOC）、可溶性有机碳（DOC）、全氮（TN）、全磷（TP）、铵态氮（NH4+-N）含量低于对照，土壤的pH值、速效氮（AN）、硝态氮（NO3--N）、速效磷（AP）、微生物量碳氮（MBC、MBN）含量高于对照。其中，TN在蚁丘组和对照组之间差异显著（P < 0.05），pH、BD、SOC、AN、NO3--N、AP在蚁丘组和对照组之间差异极显著（P < 0.01）。
2. 蚁丘显著改变了土壤线虫营养类群和 Cp（Colonizer-persister）类群的丰度，但是对线虫群落的种属构成影响不大。蚁丘组土壤中的食细菌线虫的丰度显著高于对照（高出约42.8%，P < 0.05）。而杂食和捕食类线虫的丰度低于对照，但是统计差异不显著。相对于对照，蚁丘组线虫群落中对环境干扰适应性强（低Cp值）的短世代线虫丰度增加，而对环境稳定性要求较高的（高Cp值）长世代线虫丰度降低（如蚁丘组中Cp1类群占总线虫丰度的比重高于对照约6%，而Cp4-5类群占总线虫丰度的比重低于对照约7.8%）。
3. 蚁丘扰动使得土壤食物网有退化的趋势。相比于对照组，蚁丘组有更高的富集足迹（Fe）（蚁丘Fe = 17.12，对照Fe = 11.01，P < 0.05），结构足迹（Fs）却更低（蚁丘Fs = 46.15，对照Fs = 71.07，P > 0.05），说明蚂蚁活动的干扰阻碍了土壤食物网的结构化过程，蚁丘扰动使得线虫群落通过食物网调节低营养级线虫的能力变差。
4. 网络分析表明，蚁丘组线虫群落的平均聚类系数（avgCC）和模块化值（M）高于对照组（蚁丘avgCC = 0.354，M = 0.670对照avgCC = 0.179，M = 0.616），但平均连接度（avgK）和网络图中正相关的边的占比（PC）却低于对照组（蚁丘avgK = 2.148，PC = 58.6%对照avgK = 2.465，PC = 66%）。

这说明相对于对照组，蚁丘组有着更强的小世界效应，但各类线虫之间的交流活动（生物间相互作用）却更弱。 综上，蚁丘扰动影响了线虫群落的组成，导致了土壤食物网退化的趋势，也影响了线虫群落整体间的相互作用和交流。加之全球气温变暖已是事实，蚂蚁又是喜温动物。因此，在今后草地管理中，要密切关注蚁丘扩张情况，大面积的蚁丘势必对高寒草地生态系统产生不利的影响，甚至引起草地的退化。但同时也可以看出，蚁丘中土壤线虫群落结构依然完整，尤其捕食和杂食类线虫组成和对照组相同，并没有因为蚁丘扰动导致线虫群落结构（也即线虫所承担的食物网结构）发生剧烈的改变。这已然是长期扰动下的结果，而非短期造成的影响。所以也不用担心少量蚁丘的存在，因为这是世世代代生活在祁连山东缘高寒草地上的天然物种，而非外来入侵物种。

### 关系性

#### 与毁木弓背蚁的杂交记录
广布弓背蚁和毁木弓背蚁（C. ligniperdus）之间的第一个杂交案例是通过对标准化表型特征的探索性和假设驱动的数据分析来证明的。分离亲本物种（Parental species）的强信号允许仅基于7个字符在个体水平上识别杂交工蚁。中欧两种物种的杂交频率估计为 0.2-1.0%。考虑到在大约 10%的观测点出现同位，这种低比率表明存在强大的繁殖屏障，蚁群时间几乎完全重叠，并且释放蚁群的气象条件基本相等。所提出的案例将中欧 178 种蚂蚁物种中已知杂交物种的比例增加到 19.1%。这个数字与已知的 0.55%杂交率形成鲜明对比，估计有 2000种来自中欧以外全北界的蚁种。杂交种的发现率低了30倍，这可能是由于在基于形态学的分类学中，特殊物种界定方法与人类决策心理学相结合占主导地位。新型的毁木弓背蚁被固定在模式产地的标本中，并给出了对拉丁命名的评论。

#### 北美的三种弓背蚁的群落内亲缘性调查
有研究者测量了与三个新北界物种（广布弓背蚁、C. laevissimus和C. modoc）的工蚁之间的姐妹关系一致的群落内亲缘性和近缘关系估计。值得注意的是，关系的无等位基因频率推断清楚地证明了这些姐妹关系没有歧义；这一结果表明，这些方法在单倍体生物的群体遗传学研究中用于识别密切相关的个体。他们还对蚁亚科（Formicinae）的相关性估计进行了文献综述，既作为汇编资源，又将结果置于这个更大的蚂蚁分支的背景中。结果表明，由单独的单交配蚁后建立的弓背蚁群落与先前发表的弓背蚁属的相关性估计一致，这些估计通常显示出较高的群落内亲缘性。